# 그래픽 아트

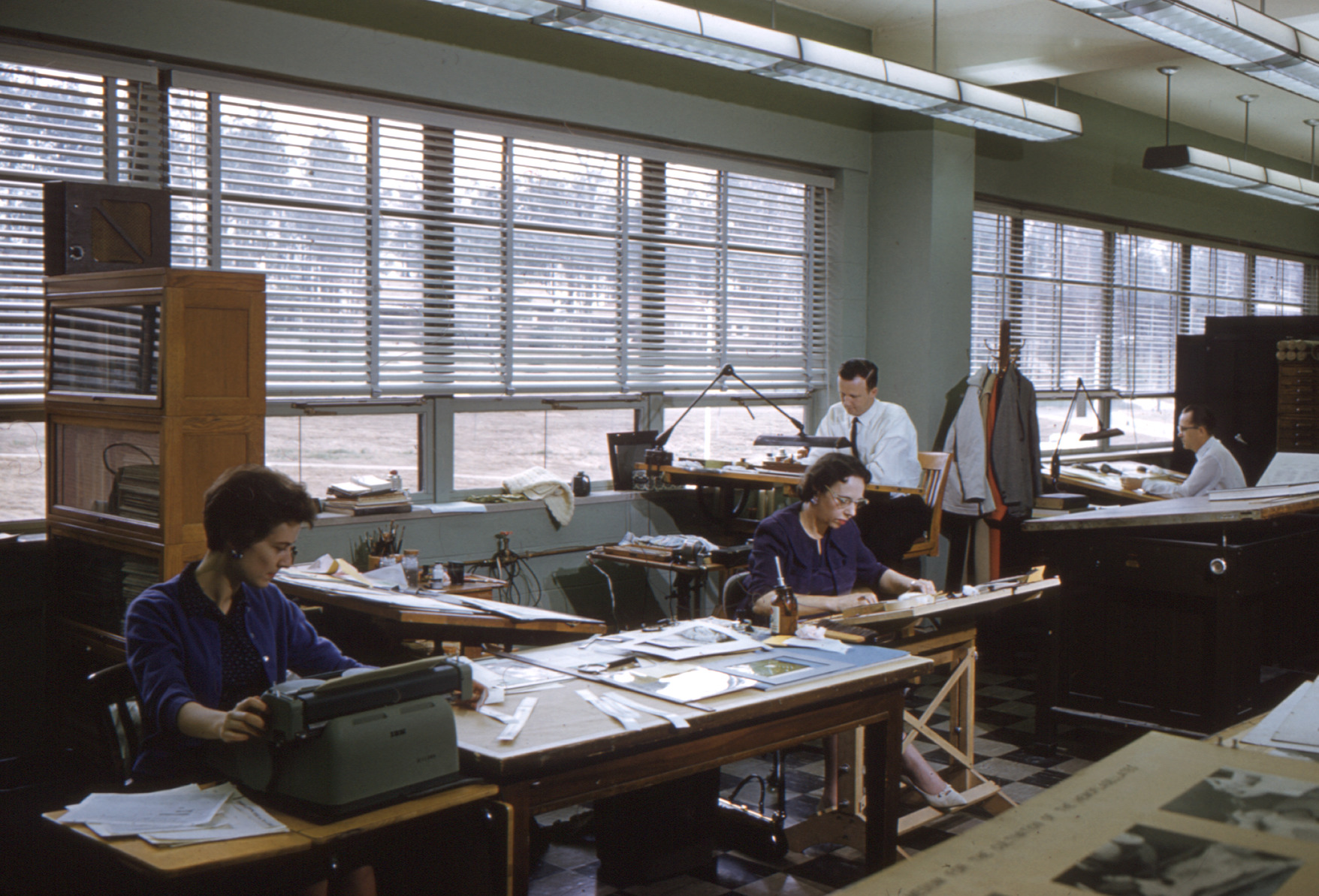
1960년대에 일하는 그래픽 아티스트

그래픽 아트(graphic arts)는 미술의 한 범주로서, 일반적으로 2차원, 즉 오늘날 일반적으로 종이나 다양한 전자 장치의 스크린에서 제작되는 광범위한 시각 예술적 표현을 포괄한다. 이 용어는 일반적으로 선, 색상 또는 톤에 더 의존하는 예술, 특히 드로잉 및 다양한 형태의 조각을 의미한다. 때로는 선 조각, 애쿼틴트, 드라이포인트, 에칭, 메조틴트, 모노타이프, 석판 인쇄, 스크린 인쇄(실크스크린, 세리그래피)와 같은 드로잉 및 다양한 판화 프로세스를 구체적으로 지칭하는 것으로 이해되기도 한다. 그래픽 아트에는 주로 서예, 사진, 회화, 타이포그래피, 컴퓨터 그래픽 및 제본이 포함된다. 또한 인테리어 및 건축 디자인을 위해 그려진 계획과 레이아웃도 포함한다.
박물관 용어로 "종이 작업"은 다양한 유형의 전통 미술 그래픽 아트를 포괄하는 일반적인 용어이다. 현재는 주로 웹 디자인을 담당하는 대규모 그래픽 디자이너 부문이 있다.

## 같이 보기
- 애니메이션
- 커뮤니케이션 디자인
- 크라우드소싱
- 디지털 아트
- 삽화
- 캐리커처
- 카툰 (만화)
- 만화
- 그래픽 디자인
- 회화
- 행위 예술
- 시각 예술